# Coppa Continentale 2021-2022 (hockey su pista)
La Coppa Continentale 2021-2022 è stata la 40ª edizione (la ventitreesima con la denominazione Coppa Continentale) dell'omonima competizione europea di hockey su pista. Alla manifestazione hanno partecipato i portoghesi dello Sporting CP, vincitori dell'Eurolega 2020-2021, e gli spagnoli del Lleida, vincitori della Coppa WSE 2020-2021.
A conquistare il trofeo è stato lo Sporting CP al secondo successo nella sua storia.

## Squadre partecipanti
| Club        | Qualificazione            | Partecipazioni precedenti (il grassetto indica la vittoria) |
| ----------- | ------------------------- | ----------------------------------------------------------- |
| Sporting CP | Detentore dell'Eurolega   | 1981-1982, 1985-1986, 1991-1992, 2015-2016, 2019-2020       |
| Lleida      | Detentore della Coppa WSE | 2018-2019, 2019-2020                                        |

## Risultati
| Arbitri: | S. Mayor J. Pinto |

|              |           |                                          |
| Tomas 25'20" | Marcatori | 8'28" Almeida 28'07" Souto 45'43" Romero |

| Lleida          |    |                          |
|                 |    |                          |
| P               | 1  | Carles Fillat            |
| E               | 3  | Bruno Di Benedetto       |
| E               | 4  | Joan Cañellas            |
| E               | 6  | Oriol Vives              |
| E               | 9  | Andreu Tomas             |
| P               | 10 | Marti Serra              |
| E               | 22 | Sergi Duch               |
| E               | 29 | Jepi Selva               |
| E               | 63 | Jordi Badia              |
| E               | 83 | Gerard Folguera Castells |
| Allenatore:     |    |                          |
| Carles Folguera |    |                          |

| Sporting CP   |    |                   |
|               |    |                   |
| E             | 6  | João Almeida      |
| E             | 7  | Felipe Martins    |
| E             | 14 | Alessandro Verona |
| E             | 17 | Matias Platero    |
| E             | 33 | Goncalo Nuñes     |
| E             | 44 | João Souto        |
| E             | 57 | Toni Pérez        |
| P             | 61 | Ângelo Girão      |
| P             | 91 | José Diogo        |
| E             | 99 | Gonzalo Romero    |
| Allenatore:   |    |                   |
| Paulo Freitas |    |                   |